# Санліс (округ)
Округ Санліс (фр. Arrondissement de Senlis) — округ у Франції, в департаменті Уаза. 2023 року округ об'єднував 132 муніципалітети, населення становило 285 134 особи.
Адміністративний центр (супрефектура) — Санліс.

## Муніципалітети
Список муніципалітетів округу та їхні коди INSEE:
1. Авіллі-Сен-Леонар (60033)
2. Антії (60020)
3. Апремон (60022)
4. Асі-ан-Мюльтьян (60005)
5. Баланьї-сюр-Терен (60044)
6. Барбері (60045)
7. Барньї (60046)
8. Барон (60047)
9. Бе (60069)
10. Бель-Егліз (60060)
11. Бетанкурт-ан-Валуа (60066)
12. Бетізі-Сен-Мартен (60067)
13. Бетізі-Сен-П'єрр (60068)
14. Бленкур-ле-Пресі (60074)
15. Бонней-ан-Валуа (60083)
16. Боран-сюр-Уаз (60086)
17. Боре (60087)
18. Борепер (60056)
19. Брассез (60100)
20. Брежі (60101)
21. Буассі-Френуа (60079)
22. Булларр (60092)
23. Бурсонн (60094)
24. Буянсі (60091)
25. Варенфруа (60656)
26. Вез (60672)
27. Вер-сюр-Лонетт (60666)
28. Вербері (60667)
29. Верней-ан-Алатт (60670)
30. Версіньї (60671)
31. Вілле-Сен-Фрамбур-Оньон (60682)
32. Віллер-Сен-Жене (60683)
33. Віллер-Сен-Поль (60684)
34. Віллер-су-Сен-Ле (60686)
35. Вільнев-сюр-Вербері (60680)
36. Віней-Сен-Фірмен (60695)
37. Вомуаз (60661)
38. Восьєнн (60658)
39. Глень (60274)
40. Гондревіль (60279)
41. Гув'є (60282)
42. Дюві (60203)
43. Дьєдонне (60197)
44. Ев (60226)
45. Емевіль (60207)
46. Еркюї (60212)
47. Ерменонвіль (60213)
48. Етавіньї (60224)
49. Жійокур (60272)
50. Івор (60320)
51. Крамуазі (60173)
52. Крей (60175)
53. Крепі-ан-Валуа (60176)
54. Круї-ан-Тель (60185)
55. Куа-ла-Форе (60172)
56. Куртей (60170)
57. Кюверньон (60190)
58. Ла-Вільнев-су-Тюрі (60679)
59. Ла-Шапель-ан-Серваль (60142)
60. Ламорле (60346)
61. Ланьї-ле-Сек (60341)
62. Ле-Меній-ан-Тель (60398)
63. Ле-Плессі-Бельвіль (60500)
64. Левіньян (60358)
65. Марей-сюр-Урк (60380)
66. Мароль (60385)
67. Мезель (60391)
68. Мелло (60393)
69. Мон-л'Евек (60421)
70. Монлоньон (60422)
71. Монтаньї-Сент-Фелісіте (60413)
72. Монтатер (60414)
73. Монтепіюа (60415)
74. Морангль (60429)
75. Мортфонтен (60432)
76. Мор'янваль (60430)
77. Нантей-ле-Одуен (60446)
78. Неї-ан-Тель (60450)
79. Нері (60447)
80. Нефшель (60448)
81. Ножан-сюр-Уаз (60463)
82. Оже-Сен-Венсан (60027)
83. Омон-ан-Алатт (60028)
84. Онь (60473)
85. Ормуа-Віллер (60479)
86. Ормуа-ле-Дав'ян (60478)
87. Оррі-ла-Віль (60482)
88. Орруї (60481)
89. Отей-ан-Валуа (60031)
90. Перуа-ле-Гомбрій (60489)
91. Плаї (60494)
92. Пон-Сент-Максанс (60509)
93. Понпуен (60508)
94. Понтарме (60505)
95. Пресі-сюр-Уаз (60513)
96. Пюїзе-ле-Оберже (60517)
97. Раре (60525)
98. Реез-Фосс-Мартен (60527)
99. Роберваль (60541)
100. Розуа-ан-Мюльтьян (60548)
101. Розьєр (60546)
102. Рокмон (60543)
103. Рувіль (60552)
104. Рувр-ан-Мюльтьян (60554)
105. Рюї (60536)
106. Рюллі (60560)
107. Рюссі-Бемон (60561)
108. Санліс (60612)
109. Сен-Ваас-де-Лонмон (60600)
110. Сен-Ваас-ле-Мелло (60601)
111. Сен-Ле-д'Ессеран (60584)
112. Сен-Максімен (60589)
113. Сентін (60578)
114. Сері-Маньєваль (60618)
115. Сії-ле-Лон (60619)
116. Сір-ле-Мелло (60155)
117. Тіверні (60635)
118. Трюмії (60650)
119. Тюрі-ан-Валуа (60637)
120. Тьєр-сюр-Тев (60631)
121. Феньє (60231)
122. Флерин (60238)
123. Фонтен-Шаалі (60241)
124. Френуа-ан-Тель (60259)
125. Френуа-ла-Рив'єр (60260)
126. Френуа-ле-Люа (60261)
127. Фуланг (60249)
128. Шаман (60138)
129. Шамблі (60139)
130. Шантії (60141)
131. Шевревіль (60148)
132. Юллі-Сен-Жорж (60651)